# 小林テレビ設備
小林テレビ設備有限会社（こばやしテレビせつび）は、静岡県下田市に本社を置くケーブルテレビ局である。略称は『KTV12ch』。下田市の一部と南伊豆町の一部をサービスエリアとしている。

## 沿革
- 1972年（昭和47年）7月 - 下田市内で電気工事業を営んでいた小林電気工業株式会社[1]から有線テレビ部門を独立して設立。
- 1975年（昭和50年） - 6月1日より自主放送を開始。
- 2017年（平成29年）3月 - 新規事業としてNTTドコモの回線を使用する格安スマホ「ほっとモバイル」の販売を開始[2]。本社事務所の窓口で受け付けている[3]。

## サービスエリア
- 下田市：東本郷、西本郷、中、東中、西中、立野、高馬、河内、柿崎、須崎、吉佐美[4][5]
- 南伊豆町：湊、手石、上賀茂、加納、石井、二条[4]

## 主な放送チャンネル

### 地上波系列別再送信局
| NHK-G   | NHK-E   | NNN            | ANN            | JNN      | TXN        | FNN        | JAITS |
| ------- | ------- | -------------- | -------------- | -------- | ---------- | ---------- | ----- |
| NHK静岡 | NHK静岡 | 静岡第一テレビ | 静岡朝日テレビ | 静岡放送 | テレビ東京 | テレビ静岡 | tvk   |

### テレビ局
| デジタル | 放送局               |
| -------- | -------------------- |
| D011-012 | NHK静岡総合          |
| D021-023 | NHK Eテレ            |
| D031-033 | tvk                  |
| D041-043 | Daiichi-TV           |
| D051-053 | 静岡朝日テレビ       |
| D061-063 | SBS                  |
| D071-073 | テレビ東京           |
| D081-082 | テレビ静岡           |
| D121     | KTV-12ch（自主放送） |

- BS・CSデジタルテレビ放送は配信されていないため、視聴するにはNHKやスカパーなどの放送事業者と個別に受信契約を締結のうえ、アンテナなどの受信設備も個別に用意する必要がある。
- 2010年（平成22年）4月1日より自主放送をアナログからデジタルに移行[6]。同年12月1日より在京キー局（日本テレビ・テレビ朝日・TBSテレビ・フジテレビ）の区域外再送信をアナログからデジタルに移行[7]。2011年（平成23年）4月1日よりテレビ東京の区域外再送信もアナログからデジタルに移行[8]。区域外再放送は2011年（平成23年）7月24日のアナログ放送終了後も激変緩和措置として継続していたが、2014年（平成26年）9月30日をもって日本テレビ・テレビ朝日・TBS・フジテレビの区域外再送信を終了した[9][10]。県内に系列局がないテレビ東京は、以降も視聴可能[9][10]。
- 2015年（平成27年）4月から121chでの自主放送とは別に、コミュニティチャンネル122chでチャンネル700の番組の放送を開始したが、2017年（平成29年）8月頃に放送を終了した。
- なお、伊豆東海岸の各ケーブルテレビ局で再送信されているNHK東京（総合・Eテレ）のデジタル放送やTOKYO MXの区域外再放送は行っていない。